# Esporte Clube Pinheiros (volley-ball féminin)
Pour les articles homonymes, voir Esporte Clube Pinheiros.
Esporte Clube Pinheiros est un club brésilien de volley-ball fondé en 1899 et basé à São Paulo qui évolue pour la saison 2016-2017 en Superliga feminina.

## Historique
- Tensor/Pinheiros (1994-1996)
- Blue Life/Pinheiros (1996-1997)
- Mappin/Pinheiros (1997-1998)
- Blue Life/Pinheiros (1998-2007)
- Pinheiros/Blausiegel (2007-2008)
- Pinheiros/Mackenzie (2008-2010)
- Esporte Clube Pinheiros (2010-2015)
- Pinheiros/Klar (2015-2016)
- Esporte Clube Pinheiros (2016-...)

## Palmarès
- Coupe du Brésil
  - Vainqueur : 2015[2]
- Supercoupe du Brésil
  - Finaliste : 2015[3]
- Championnat Paulista
  - Vainqueur : 1985, 1986, 1987, 1999, 2009, 2010.
  - Finaliste : 2000, 2004, 2005, 2008.